# 부알레
부알레(소말리어: Bu'aale)는 소말리아 남부에 위치한 도시로, 주바다데헤 주의 주도이며 주바강과 접한다.